# 门兵曹乡
兵曹乡是中国河北省衡水市深州市下辖的一个乡。

## 行政区划
兵曹乡下辖邵甫村、婆娑营村、乔刘辛庄村、兵曹村、普乐村、郭家庄村、李家庄村、西午村、东午村。